# Copa Davis de 1997
A Copa Davis de 1997, foi a 86ª edição da principal competição do tênis masculino. No grupo mundial, 16 equipes disputaram a competição, que terminou no dia 30 de novembro de 1997. Neste ano, foi criado o Grupo IV nas zonas regionais, recebendo os rebaixados do Grupo III e times ingressantes no torneio. No total, 127 times participaram do torneio.

## Grupo Mundial
| Equipes Participantes | Equipes Participantes | Equipes Participantes | Equipes Participantes |
| África do Sul         | Alemanha              | Austrália             | Brasil                |
| Espanha               | Estados Unidos        | França                | Índia                 |
| Itália                | México                | Países Baixos         | Tchéquia              |
| Romênia               | Rússia                | Suécia                | Suíça                 |
| --------------------- | --------------------- | --------------------- | --------------------- |

### Jogos
|  | 1ª fase 7-9 de fevereiro | 1ª fase 7-9 de fevereiro |                                 |   | Quartas-de-finais 4-6 de abril | Quartas-de-finais 4-6 de abril |  |  | Semi-finais 19-21 de setembro | Semi-finais 19-21 de setembro |  |  | Final 28-30 de novembro | Final 28-30 de novembro |
|  |                          |                          |                                 |   |                                |                                |  |  |                               |                               |  |  |                         |                         |
|  | Ribeirão Preto, Brasil   |                          |                                 |   |                                |                                |  |  |                               |                               |  |  |                         |                         |
|  |                          |                          |                                 |   |                                |                                |  |  |                               |                               |  |  |                         |                         |
|  | Brasil                   | 1                        |                                 |   |                                |                                |  |  |                               |                               |  |  |                         |                         |
|  | Brasil                   | 1                        | Newport Beach, Estados Unidos   |   |                                |                                |  |  |                               |                               |  |  |                         |                         |
|  | Estados Unidos           | 4                        |                                 |   |                                |                                |  |  |                               |                               |  |  |                         |                         |
|  | Estados Unidos           | 4                        | Estados Unidos                  | 4 |                                |                                |  |  |                               |                               |  |  |                         |                         |
|  | Bucareste, Romênia       |                          | Estados Unidos                  | 4 |                                |                                |  |  |                               |                               |  |  |                         |                         |
|  |                          | Países Baixos            | 1                               |   |                                |                                |  |  |                               |                               |  |  |                         |                         |
|  | Países Baixos            | Países Baixos            | 1                               | 3 |                                |                                |  |  |                               |                               |  |  |                         |                         |
|  | Países Baixos            |                          | Washington D.C., Estados Unidos | 3 |                                |                                |  |  |                               |                               |  |  |                         |                         |
|  | Romênia                  | 2                        |                                 |   |                                |                                |  |  |                               |                               |  |  |                         |                         |
|  | Romênia                  | 2                        | Estados Unidos                  | 4 |                                |                                |  |  |                               |                               |  |  |                         |                         |
|  | Sydney, Austrália        |                          | Estados Unidos                  | 4 |                                |                                |  |  |                               |                               |  |  |                         |                         |
|  |                          | Austrália                | 1                               |   |                                |                                |  |  |                               |                               |  |  |                         |                         |
|  | França                   | Austrália                | 1                               | 1 |                                |                                |  |  |                               |                               |  |  |                         |                         |
|  | França                   | Adelaide, Austrália      |                                 | 1 |                                |                                |  |  |                               |                               |  |  |                         |                         |
|  | Austrália                | 4                        |                                 |   |                                |                                |  |  |                               |                               |  |  |                         |                         |
|  | Austrália                | 4                        | Austrália                       | 5 |                                |                                |  |  |                               |                               |  |  |                         |                         |
|  | Příbram, Rep. Tcheca     |                          | Austrália                       | 5 |                                |                                |  |  |                               |                               |  |  |                         |                         |
|  |                          | Tchéquia                 | 0                               |   |                                |                                |  |  |                               |                               |  |  |                         |                         |
|  | Tchéquia                 | Tchéquia                 | 0                               | 3 |                                |                                |  |  |                               |                               |  |  |                         |                         |
|  | Tchéquia                 |                          | Gotemburgo, Suécia              | 3 |                                |                                |  |  |                               |                               |  |  |                         |                         |
|  | Índia                    | 2                        |                                 |   |                                |                                |  |  |                               |                               |  |  |                         |                         |
|  | Índia                    | 2                        | Estados Unidos                  | 0 |                                |                                |  |  |                               |                               |  |  |                         |                         |
|  | Roma, Itália             |                          | Estados Unidos                  | 0 |                                |                                |  |  |                               |                               |  |  |                         |                         |
|  |                          | Suécia                   | 5                               |   |                                |                                |  |  |                               |                               |  |  |                         |                         |
|  | Itália                   | Suécia                   | 5                               | 4 |                                |                                |  |  |                               |                               |  |  |                         |                         |
|  | Itália                   | Pesaro, Itália           |                                 | 4 |                                |                                |  |  |                               |                               |  |  |                         |                         |
|  | México                   | 1                        |                                 |   |                                |                                |  |  |                               |                               |  |  |                         |                         |
|  | México                   | 1                        | Itália                          | 4 |                                |                                |  |  |                               |                               |  |  |                         |                         |
|  | Capdepera, Espanha       |                          | Itália                          | 4 |                                |                                |  |  |                               |                               |  |  |                         |                         |
|  |                          | Espanha                  | 1                               |   |                                |                                |  |  |                               |                               |  |  |                         |                         |
|  | Espanha                  | Espanha                  | 1                               | 4 |                                |                                |  |  |                               |                               |  |  |                         |                         |
|  | Espanha                  |                          | Norrköping, Suécia              | 4 |                                |                                |  |  |                               |                               |  |  |                         |                         |
|  | Alemanha                 | 1                        |                                 |   |                                |                                |  |  |                               |                               |  |  |                         |                         |
|  | Alemanha                 | 1                        | Itália                          | 1 |                                |                                |  |  |                               |                               |  |  |                         |                         |
|  | Durban, África do Sul    |                          | Itália                          | 1 |                                |                                |  |  |                               |                               |  |  |                         |                         |
|  |                          | Suécia                   | 4                               |   |                                |                                |  |  |                               |                               |  |  |                         |                         |
|  | África do Sul            | Suécia                   | 4                               | 3 |                                |                                |  |  |                               |                               |  |  |                         |                         |
|  | África do Sul            | Växjö, Suécia            |                                 | 3 |                                |                                |  |  |                               |                               |  |  |                         |                         |
|  | Rússia                   | 1                        |                                 |   |                                |                                |  |  |                               |                               |  |  |                         |                         |
|  | Rússia                   | 1                        | África do Sul                   | 2 |                                |                                |  |  |                               |                               |  |  |                         |                         |
|  | Lula, Suécia             |                          | África do Sul                   | 2 |                                |                                |  |  |                               |                               |  |  |                         |                         |
|  |                          | Suécia                   | 3                               |   |                                |                                |  |  |                               |                               |  |  |                         |                         |
|  | Suíça                    | Suécia                   | 3                               | 1 |                                |                                |  |  |                               |                               |  |  |                         |                         |
|  | Suíça                    |                          |                                 | 1 |                                |                                |  |  |                               |                               |  |  |                         |                         |
|  | Suécia                   | 4                        |                                 |   |                                |                                |  |  |                               |                               |  |  |                         |                         |
|  | Suécia                   | 4                        |                                 |   |                                |                                |  |  |                               |                               |  |  |                         |                         |

### Final
| Suécia 5 | Scandinavium, Gotemburgo, Suécia 28 de novembro - 30 de novembro carpete indoor | Scandinavium, Gotemburgo, Suécia 28 de novembro - 30 de novembro carpete indoor | Estados Unidos 0 |      |     |     |   |            |
| \| \| \| \| 1 \| 2 \| 3 \| 4 \| 5 \| \| \| - \| \| ----------------------------------------------------------- \| ---- \| ---- \| --- \| --- \| - \| ---------- \| \| 1 \| \| Jonas Björkman Michael Chang \| 7 5 \| 1 6 \| 6 3 \| 6 3 \| \| \| \| 2 \| \| Magnus Larsson Pete Sampras \| 3 6 \| 7 62 \| 2 1 \| \| \| retirou-se \| \| 3 \| \| Jonas Björkman / Nicklas Kulti Todd Martin / Jonathan Stark \| 6 4 \| 6 4 \| 6 4 \| \| \| \| \| 4 \| \| Jonas Björkman Jonathan Stark \| 6 1 \| 6 1 \| \| \| \| \| \| 5 \| \| Magnus Larsson Michael Chang \| 7 64 \| 6 7 \| 6 4 \| \| \| \| |                                                                                 |                                                                                 |                  |      |     |     |   |            |
| |                                                                                 |                                                                                 | 1                | 2    | 3   | 4   | 5 |            |
| 1 | Suécia · Estados Unidos                                                         | Jonas Björkman Michael Chang                                                    | 7 5              | 1 6  | 6 3 | 6 3 |   |            |
| 2 | Suécia · Estados Unidos                                                         | Magnus Larsson Pete Sampras                                                     | 3 6              | 7 62 | 2 1 |     |   | retirou-se |
| 3 | Suécia · Estados Unidos                                                         | Jonas Björkman / Nicklas Kulti Todd Martin / Jonathan Stark                     | 6 4              | 6 4  | 6 4 |     |   |            |
| 4 | Suécia · Estados Unidos                                                         | Jonas Björkman Jonathan Stark                                                   | 6 1              | 6 1  |     |     |   |            |
| 5 | Suécia · Estados Unidos                                                         | Magnus Larsson Michael Chang                                                    | 7 64             | 6 7  | 6 4 |     |   |            |

### Campeão
| Copa Davis de 1997       |
| ------------------------ |
| SUÉCIA Campeão 6º título |

## Grupos Regionais

### Repescagem
As partidas da repescagem aconteceram entre os dias 19 e 21 de setembro, entre os perdedores da 1ª rodada do Grupo Mundial e os vencedores do Grupo I.
| Local                 | Time local | Placar | Visitante     |
| --------------------- | ---------- | ------ | ------------- |
| Harare, Zimbábue      | Zimbábue   | 3-2    | Áustria       |
| Florianópolis, Brasil | Brasil     | 5-0    | Nova Zelândia |
| Nova Déli, Índia      | Índia      | 3-2    | Chile         |
| Ghent, Bélgica        | Bélgica    | 3-2    | França        |
| Essen, Alemanha       | Alemanha   | 5-0    | México        |
| Moscou, Rússia        | Rússia     | 3-2    | Romênia       |
| Montreal, Canadá      | Canadá     | 1-4    | Eslováquia    |
| Locarno, Suíça        | Suíça      | 3-2    | Coreia do Sul |

### Zona das Américas
| Grupo I - Argentina - Bahamas - Canadá - Chile - Equador - Venezuela | Grupo II - Colômbia - Cuba - El Salvador - Haiti - Paraguai - Peru - Porto Rico - Uruguai | Grupo III - Antígua e Barbuda - Barbados - Bolívia - Guatemala - Jamaica - República Dominicana - Panamá - Trinidad e Tobago | Grupo IV - Bermuda - Caribe Ocidental - Costa Rica |

### Zona da Ásia/Oceania
| Grupo I - Coreia do Sul - China - Filipinas - Indonésia - Japão - Nova Zelândia - Uzbequistão | Grupo II - Arábia Saudita - Hong Kong - Irã - Líbano - Paquistão - Singapura - Tailândia - Taipé Chinês | Grupo III - Bahrein - Bangladesh - Cazaquistão - Kuwait - Malásia - Oceania-Pacífico - Qatar - Sri Lanka | Grupo IV - Brunei - Emirados Árabes Unidos - Jordânia - Omã - Síria - Tadjiquistão |

### Zona da Europa/África
| Grupo I - Áustria - Bélgica - Croácia - Dinamarca - Eslováquia - Reino Unido - Hungria - Israel - Marrocos - Ucrânia - Zimbábue | Grupo II - Bielorrússia - Costa do Marfim - Egito - Eslovênia - Finlândia - Geórgia - Gana - Grécia - Irlanda - Iugoslávia - Letônia - Lituânia - Nigéria - Noruega - Polônia - Portugal | Grupo III/A - Armênia - Bósnia e Herzegovina - Etiópia - Luxemburgo - Macedônia - São Marinho - Senegal - Turquia | Grupo III/B - Argélia - Bulgária - Camarões - Estônia - Malta - Moldávia - Mónaco - Quênia | Grupo IV/A - Botsuana - Djibuti - Islândia - Liechtenstein - Madagáscar - Sudão - Togo - Uganda | Grupo IV/B - Azerbaijão - Benim - Congo - Chipre - Tunísia - Zâmbia |

## Ligações Externas
(em inglês) Site Oficial